# Kanowna-Belle-Goldmine
Die Kanowna-Belle-Goldmine (auch Kanowna Belle genannt) befindet sich in der Region der Goldfields-Esperance, nahe an der Geisterstadt Kanowna, 19 Kilometer nordöstlich von Kalgoorlie-Boulder und 625 Kilometer von Perth in Western Australia, Australien.
Betrieben wird die Goldmine im Jahr 2012 von Barrick Gold mit 300 Beschäftigten.

## Geschichte
In dem Gebiet, in dem im Jahr 1893 Gold gefunden wurde, entstand eine Siedlung, die 1894 zur Stadt Kanowna ernannt wurde. Als das oberflächlich gelagerte Gold im Schwemmland abgebaut war, wurde die Suche unterirdisch fortgesetzt. Da die Goldadern nicht oberflächlich liegen, gingen die Funde zurück und die Stadt, die 1899 12.500 Einwohner zählte, entvölkerte sich. In der Zeit der Großen Depression wurde die Eisenbahnstation der Stadt geschlossen und 1953 der Ort aufgegeben. Als der Goldpreis in den 1970er Jahren anstieg, erfolgte wieder eine Suche nach Gold, und durch Bohrungen wurde festgestellt, dass sich dort eine große Goldlagerstätte befindet. Der Goldbergbau wurde im Jahr 1984 wieder im Tagebau aufgenommen.

## Geologie
Die Goldlagerstätte aus dem Archaikum befindet sich im Norsman-Wiluna-Grünsteingürtel und besteht aus einer Reihe von angesammelten Erz-Linsen, die sich über eine Länge von 600 Metern und bis in eine Tiefe von über 1000 Meter erstrecken. Der Erzkörper tritt nicht aus die Oberfläche heraus. Angereichertes Eisenoxid liegt etwa 35–45 Meter unterhalb der Erdoberfläche, das einer Sulfid-Mineralisation unterlag. Einige nicht verwitterte oberflächliche Mineralisationen an der Oberfläche sind nicht frakturiert, aber in den tieferen Lagen wurden die Erz-Konzentrationen erhitzt, bevor das Gold ausgelaugt wurde.

## Bergwerk

Goldmine im Gebiet von Kalgoorlie-Boulder

Die Goldlagerstätte wurde 1989 durch Delta Gold NL und Geopeko Gold erkundet. Der Bau der Anlage begann 1992 und der Bergbau 1993.
Das Bergwerk befand sich bis 1999 im alleinigen Eigentum von Delta Gold Ltd, das mit Goldfields Ltd fusionierte, die gemeinsam die Auriongold Ltd im Februar 2002 gründeten. Auriongold wurde durch Placer Dome 2003 übernommen, das zum damaligen Zeitpunkt 60 % der Anteile des Bergwerks hielt. Placer Dome wurde von Barrick Gold im März 2006 für US$ für 10,4 Milliarden übernommen.
Seit 2008 wird Gold in drei Untertagebauen abgebaut, in der Kanowna-Belle-, Raleigh- und Bullant-Goldmine.
Die Kanowna-Belle-Goldmine hat auf ihrem Gelände zwei Aussichtsplattformen und ein Gebäude, in dem das Bergwerk erklärt wird.

## Technologie und Umwelt
Das abgebaute und gemahlene Erz wird mit Cyanid beträufelt und durch die Halden sickerte Lösung entsteht ein Konzentrat, ein brauner Schlamm, der anschließend verdickt und die Chloride ausgewaschen werden. In zwei Stufen wird es erhitzt um Pyrit zu oxidieren und das Arsen zu entfernen. Nach diesem Prozess wird es mit Kalk und einer Cyanidlösung behandelt. Anschließend wird Gold in einer Reihe von sieben Tanks unter Einsatz von Aktivkohle absorbiert. Das Gold wird in einem Elektrolyseprozess an Stahlwolle angelagert und anschließend in einem Schmelzer zu Barren gegossen.
Im Prozess dieser Cyanidauslaugung entstehen Gifte, das Gold wird chemisch in hochgiftigen Sickerwässern gebunden. Nach Filtration und Ausfällung entsteht brauner Schlamm, aus dem nach Waschen und Trocknen durch Reduktion Rohgold absorbiert wird. Es entstehen Blausäure und Cyanide, die trotz Wiederverwendung der Lauge in die Umwelt entweichen können. Die in diesem Prozess entstehenden Stoffe sind giftig. Diese werden zwar leicht in der Natur zersetzt und abgebaut, dennoch können die entstehenden großen Abraumhalden und Cyanid-Stäube durch Wind und Wasser unkontrolliert verteilt werden, Giftstoffe unkontrolliert in die Umwelt gelangen und schwere ökologische Schäden verursachen.
Das goldhaltige Erz in dieser Mine wird im Untergrund mit einer automatisierten Abbautechnik des Unternehmens abgebaut. Davor wurde das Bergwerk im Tagebau mit Schaufelbaggern und Muldenkipper bis 1998 betrieben.

## Produktion
Produktionszahlen:
| Jahr   | Gold- produktion | Gehalt     | Kosten je Uunze |
| 2000   | 314.363 Unzen    | 5,68 g/t   | A$ 245          |
| 2001   | 270.552 Unzen    | 4,87 g/t   | A$ 306          |
| 2002 1 | 178.582 Unzen    | 4,63 g/t   | A$ 320          |
| 2003   |                  |            |                 |
| 2004   | 237.291 Unzen    |            | US$ 316         |
| 2005   | 490.000 Unzen    |            |                 |
| 2006   | 506.000 Unzen    | 0,102 oz/t | US$ 477         |
| 2007   | 362.000 Unzen    | 0,102 oz/t | US$ 659         |
| 2008   | 267.000 Unzen    | 0,160 oz/t | US$ 734         |
| 2009   | 284.000 Unzen    |            | US$ 532         |

- 1 Zahlen von Januar bis September 2002.